# Margot la fée
Vous lisez un « article de qualité » labellisé en 2015.
Pour les articles homonymes, voir Margot.
Margot la fée est, dans les traditions de Bretagne et de la Mayenne, le nom générique de certaines fées terrestres. Elles sont surtout connues en Centre-Bretagne, particulièrement dans les Côtes-d'Armor. Vraisemblablement issues de la fée Morgane et avant elles d'un aspect de la Terre mère, les Margot la fée sont réputées puissantes. Elles peuvent se rendre invisibles, se métamorphoser et transformer autrui. Excellentes danseuses, souvent généreuses et parfois cruelles, elles prennent plaisir à mettre les humains à l'épreuve par le don d'or et d'objets. Elles sont créditées d'avoir bâti plusieurs monuments, et posséderaient d'immenses trésors cachés sous la terre. Elles ont des animaux, souvent du bétail.
Contes et légendes parlent des habitudes de ces fées, qui enlèvent les enfants humains pour les remplacer par les leurs et deviennent les marraines de bébés qu'elles nomment et couvrent de dons plus ou moins arrangeants. Elles récompensent les personnes justes et punissent celles qui leur font du mal, se montrent avides, ou font preuve d'indiscrétion envers elles. Elles se montrent parfois voleuses.
De nombreux mégalithes et rochers seraient les demeures de ces fées, ou bien leurs meubles et leurs outils : table, fuseau, chambre, sabot, fauteuil, berceau… Elles ont fait l'objet de cultes et de croyances, en particulier à la grotte Margot. Ces croyances, jusqu'à la fin du XIXe siècle, ont poussé plusieurs personnes à leur offrir des animaux en sacrifice et à rechercher leurs trésors supposés.

## Terminologie

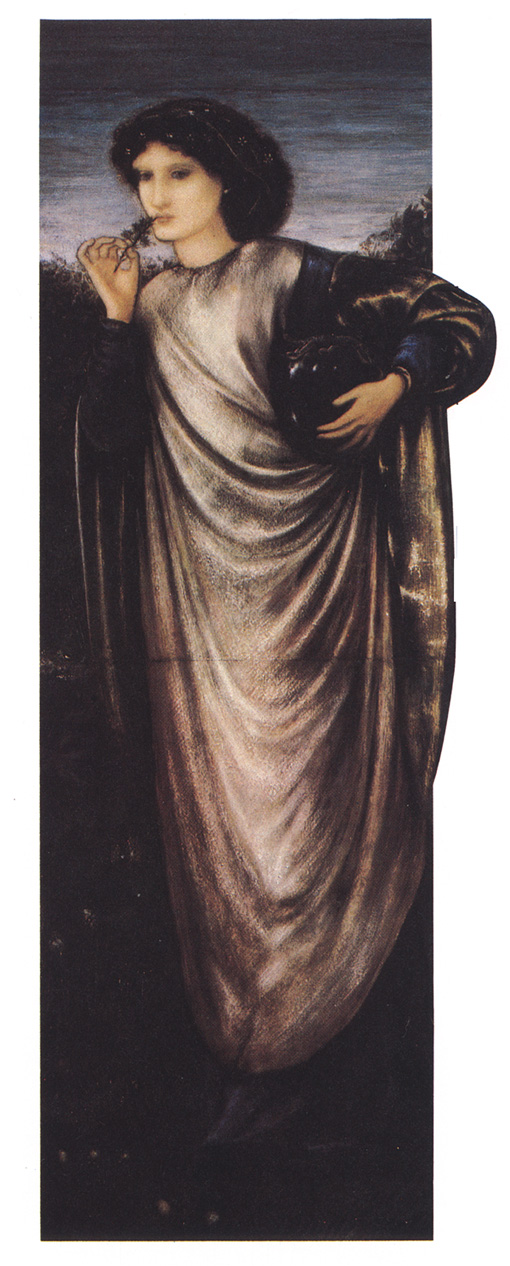
La fée Morgane est étroitement apparentée aux Margot, à la fois par le nom et par les capacités. Morgan le Fay, vue par Edward Burne-Jones (1862).

« Margot la fée » n'est pas un nom propre pour désigner une fée en particulier. Il s'agit plutôt d'un terme générique pour désigner un ensemble de fées, une « classe » de créatures pas toujours différenciées des autres fées, si ce n'est par leur langage. Ce nom provient vraisemblablement d'une déformation de celui de Morgane, la célèbre fée de la légende arthurienne. Elles étaient d'ailleurs nommées « Morgane » à l'origine, en Basse-Bretagne. Roger Sherman Loomis voit une parenté entre les fées de Haute-Bretagne et la « Morgain » des romans arthuriens. Vers le Mené, dans les cantons de Collinée et de Moncontour, on les appelle des « Margot la fée », ou « ma commère Margot », ou bien « la bonne femme Margot ». Ce nom de Margot la fée est employé dans nombre de pays des Côtes-d'Armor, principalement dans les arrondissements de Saint-Brieuc et de Loudéac. Il existe au singulier comme au pluriel (« les Margot la fée »). À Bécherel, il est fait mention de « fées Morgant », un nom assez semblable à Margot et Morgane. Le centre-Bretagne est, d'après Paul-Yves Sébillot, la seule partie de Bretagne où les fées portent un nom particulier.

## Caractéristiques
D'après Paul Sébillot, les Margot sont très proches des fées des houles avec lesquelles elles partagent de nombreuses caractéristiques, et presque aussi nombreuses que ces dernières. Cependant, Françoise Morvan tient à bien les en différencier. Il les rapproche aussi des fées terrestres de Lorraine, des fées berrichonnes, et surtout des Laminak basques. Elles peuvent être rencontrées dans divers lieux naturels tels que les tertres, les grottes, les landes et les rochers. Ce sont des fées essentiellement terrestres, qui habitent souvent des « roches aux fées » et de gros blocs. Celle du Cas Margot, près de Moncontour, habiterait une houle dans laquelle « jamais les chiens n'ont voulu pénétrer ». Elle aurait un bras de fer et un autre d'acier. Paul Sébillot les décrit comme de « belles personnes » vêtues d'habits splendides, bien que certaines soient laides, ridées, et portent de vieux vêtements. Pierre Dubois les décrit comme des fées rustiques, florides, rondes et joviales. Certains récits évoquent leur accouchement (très généralement de filles), mais il n'est jamais fait mention d'hommes ou de mâles dans leur entourage. Leur habitat est moins luxueux que celui des fées des houles, qui consiste en un véritable Autre Monde. Ordinairement, il s'agit plutôt de grands terriers.

### Capacités et mode de vie
Mais surtout, à petits pas pressés, sautés, coulés, elles entraînaient leur invité dans la gavotte des autres mondes.

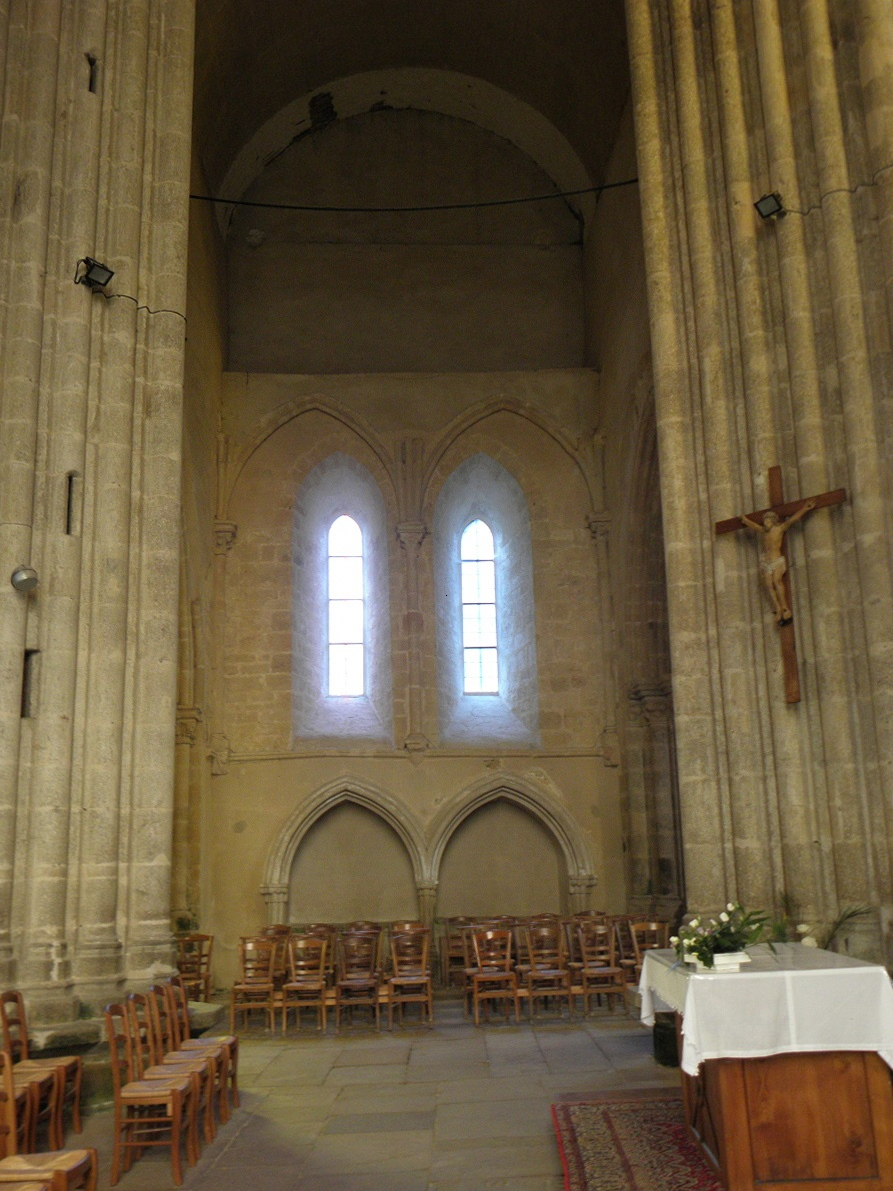
Le chœur de la Collégiale Notre-Dame de Lamballe aurait été bâti par des Margot la fée.

Bien qu'elles soient des fées relativement puissantes, surnommées les « grandes prêtresses des landes » par Jean-Claude Carlo, elles sont vulnérables face à la maladie. Les Margot sont réputées pouvoir se rendre invisibles quand elles le souhaitent. Elles demandent souvent à celui qui leur parle de regarder ailleurs, pour disparaître dès que la personne tourne la tête. Comme nombre d'autres fées, elles sont danseuses : Pierre Dubois insiste beaucoup sur cet aspect et sur leurs danses au clair de la lune, sur le mont Croquelien, les crêtes du Méné et ses landes. Citant Gwenc'hlan Le Scouëzec, il voit dans ces danses des Margot la fée un moyen d'accéder à un autre niveau de conscience et de perception de soi. Les fées de Guenroc danseraient la nuit à côté de leurs roches. Elles ont toutes sortes d'animaux, excepté des cochons et des chiens. Le plus souvent, ce sont des bœufs et des vaches qu'elles font sortir de leur demeure souterraine le matin, et rentrent le soir.
Une légende de Lamballe en fait des bâtisseuses, puisqu'elles auraient construit le chœur de la collégiale Notre-Dame de Lamballe et le souterrain sur lequel il repose, qui mène à la « chambre à Margot », laquelle contient la « quenouille à Margot » et son trésor, un monceau de pièces de six francs gardé par une créature diabolique. De la même manière, les Margot auraient apporté les pierres de Notre-Dame d'Espérance et de la tour de Cesson à Saint-Brieuc dans leur tablier en trois allers-retours, ce qui leur permit de construire l'église en deux heures. Les pierres apportées avec leur quatrième aller-retour auraient été déposées à Trébry sur le Mont Bel-air. Le dolmen nommé « coffre de Margot-la-fée », toujours à Lamballe, aurait été jeté par l'une de ces fées alors qu'elle portait sur sa tête des pierres destinées à bâtir un monument. En voyant une pie morte et en apprenant que tout meurt, elle a abandonné sa construction en cours.
Par ailleurs, certains récits présentent des Margot la fée en train de prier dans leur propre église. La mention d'une Margot « supérieure » dans un conte de fée marraine montre une certaine assimilation entre la société des Margot et la vie monacale. Il est possible que ces ajouts aux récits aient été faits sciemment pour christianiser les fées, et les ramener au rang d'anciennes pécheresses revenues dans le droit chemin de la foi. Cela permet également d'en ôter le côté sexualisé et païen, pour en faire des mères et des épouses vierges.

### Interactions avec les humains
Les Margot la fée se montrent assez souvent aux humains et aiment les éprouver, une caractéristique également très commune chez toutes les fées. Elles se montrent plutôt bienveillantes, n'hésitant pas à rendre de menus services dans la maisonnée. Elles ont des fonctions de fées marraines, prédisant aux enfants qu'elles ont nommé ce qu'ils auraient été. Elles offrent généreusement de la nourriture enchantée aux gens qui le leur demandent et il leur arrive de garder les troupeaux des humains. Elles ont pour habitude d'étaler des trésors sous le nez des gens, et de les en priver s'ils se montrent trop avides. Elles n'aiment pas les indiscrets et les font souvent se repentir de leur curiosité, notamment en ensorcelant ceux qui passent trop près de leur demeure. Les histoires de fées Margot occupées à laver leur linge, et qui cassent le bras de ceux qui les aident à le tordre, prouvent une assimilation entre ces personnages et les lavandières de nuit. Elles sont réputées pour venir dans les maisons, souvent en descendant par la cheminée. Parfois, elles font l'ouvrage de la maisonnée sans demander de salaire. Si, pour les récompenser, on leur offre un repas, elles y prennent goût et reviennent tous les jours pour le voler s'il ne leur est pas offert. Souvent elles sont voleuses et, cachées sur la cheminée, elles épient le sommeil des gens pour leur prendre ce qui leur plaît. Les Margot sont aussi des voleuses d'enfants, qui enlèvent les bébés humains (et parfois même les adultes) pour les remplacer par les leurs. Quand elles ne peuvent pas les remplacer, elles les redéposent sur les marches des métiers à toile. Elles ont parfois besoin du secours des humains pour leur accouchement.

## Origine et analyse
L'origine exacte des Margot n'est pas connue avec précision. En matière d'ésotérisme, il semble que, comme la fée Morgane dont elle est un avatar, elle puisse représenter un aspect de la déesse mère et donc de la nature. Morgane et Margot partagent la sonorité « MRG », qui renvoie à la grand-mère dans le langage des oiseaux, la nature dans son aspect guérisseur. La parenté avec Morgane est plus évidente, comme l'attestent la multiplicité des orthographes dans les manuscrit médiévaux (Morgain, Morgues, Mourgues…), ainsi que de nombreux points communs dans leur rôle et leur fonction de fée marraine. Elles ont aussi été rapprochées des déesses et fées-oiseaux annonciatrices du destin (comme la Morrigane), à travers « Margot la Pie », bien que l'origine possible de déesse-oiseau panceltique soit controversée.

## Contes et légendes collectés

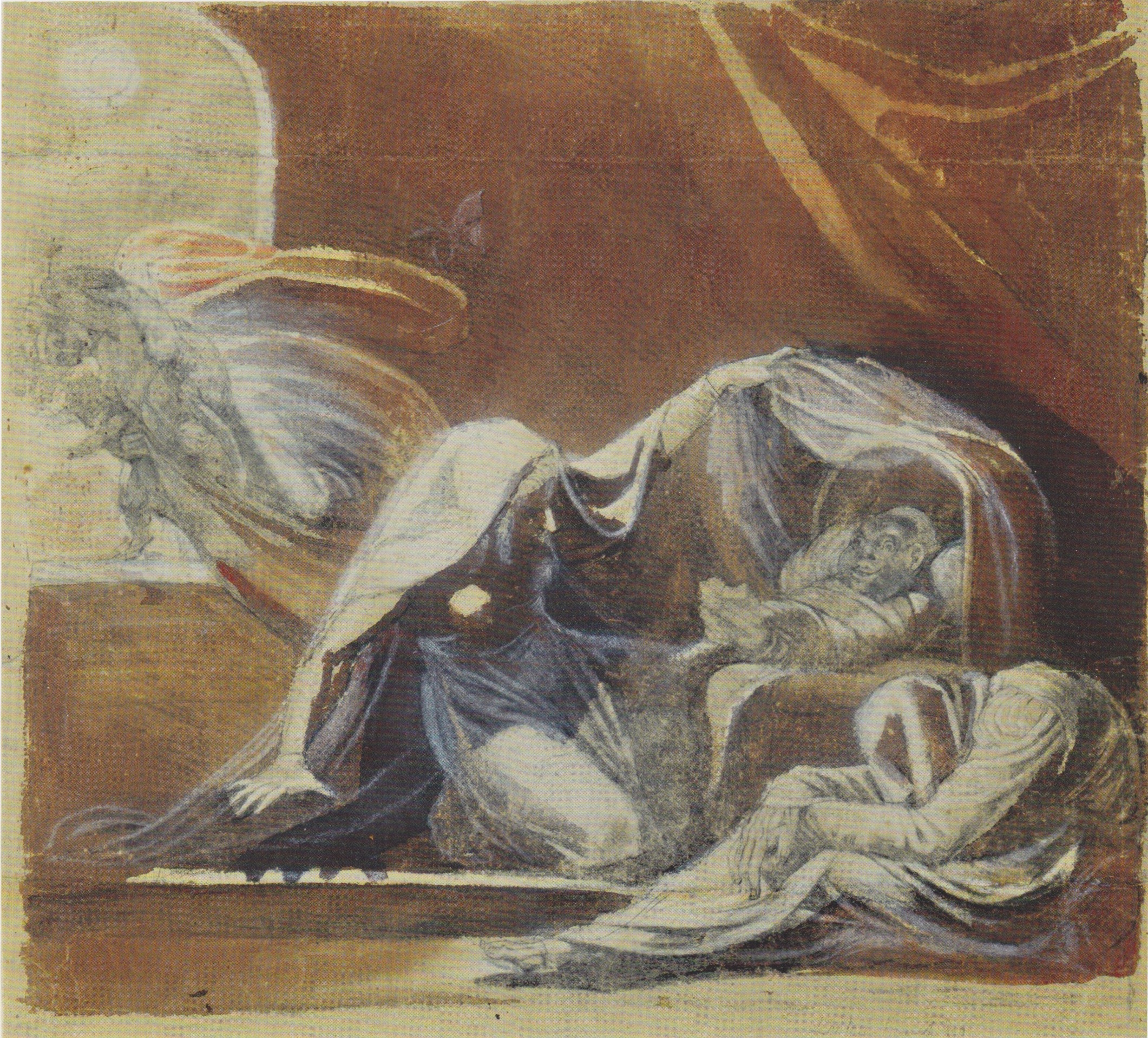
Johann Heinrich Füssli, The Changeling, 1780

L'essentiel de ces récits provient des collectes de Paul Sébillot. Ces histoires mettent les Margot la fée dans des rôles de marraines, de pourvoyeuses d'or et de dons, de voleuses ou encore de ravisseuses d'enfants, qui laissent à la place un changeling.

### Rôle de marraine
Plusieurs contes et fragments de légendes rassemblés par Sébillot détaillent le rôle de fée marraine des Margot. Vers Collinée, un père de famille nombreuse cherche un parrain ou une marraine pour son dernier-né, quand il croise une Margot la fée qui lui propose d'assumer ce rôle. Elle vient avec « un compère » et toutes sortes de cadeaux et de dons pour la maisonnée, mais, en voyant l'enfant, fait le vœu qu'il ne change pas de taille jusqu'au moment où il les aura rendu hilares. Le temps passe et l'enfant, qui atteint sept ans, est resté aussi petit qu'au jour de sa naissance. Il attrape un rat dans sa maison et en fait sa monture. Margot la Fée et son compère le voient se faire désarçonner pour mener le rat boire à la rivière. Ils rient tant que le sort est levé, et l'enfant prend aussitôt la taille de tous les autres enfants de sept ans.
Les Margot témoignent de peu d'égards envers les personnes qui oublieraient de les convier à nommer un enfant. Une femme, mère de deux filles, oublie ainsi d'inviter la supérieure des Margot la fée au moment de nommer son enfant. Pour se venger, la fée rend le visage de l'enfant noir comme du charbon. Les fées prennent cette fille à leur service et lui ordonnent de filer du fil fin comme ses cheveux. Un jour, la Sainte Vierge vient à son secours et file à sa place. Les fées lui ordonnent de puiser de l'eau avec des pots percés, la Vierge aide à nouveau la jeune fille en bouchant les trous des pots pour qu'elle accomplisse sa tâche. Elle lui demande de se nettoyer le visage avec l'eau qu'elle a puisé. Aussitôt, celui-ci redevient blanc. La jeune fille se rend pour finir dans un château où se trouve un jardin avec un serpent. C'est un prince métamorphosé, qu'elle finit par épouser.

### Accouchement et rapt d'enfants
Un conte collecté par Sébillot au Gouray dit qu'une sage-femme a aidé une Margot la fée à accoucher. Elle oublie de se laver la main et se touche un œil. Depuis ce temps, elle reconnaît les déguisements des fées. Un jour, elle voit le mari de la Margot voler du grain, et crie au voleur. Il lui demande de quel œil elle le voit, et le lui arrache aussitôt,. D'après un autre conte, une femme confie à sa voisine qu'elle craint que son enfant n'ait été échangé par les Margot, car il est très goinfre et parle comme une grande personne. Elle lui conseille de prendre des œufs, de leur casser le petit bout, et puis d'y mettre des petits brachiaux[Quoi ?] de bois et d'y allumer un bon feu, près de l'enfant. Quand le petit faiteau voit les œufs bouillir, il s'écrie : « Voilà que j'ai bientôt cent ans ; mais jamais de ma vie durant je n'ai vu tant de p'tits pots bouillants. » La femme devine que son enfant a été changé et elle s'écrie : « Vilain petit sorcier, je vais te tuer ! » La fée qui est dans le grenier lui crie de n'en rien faire, et lui promet de rendre le véritable enfant.

### À propos des dons et de l'or

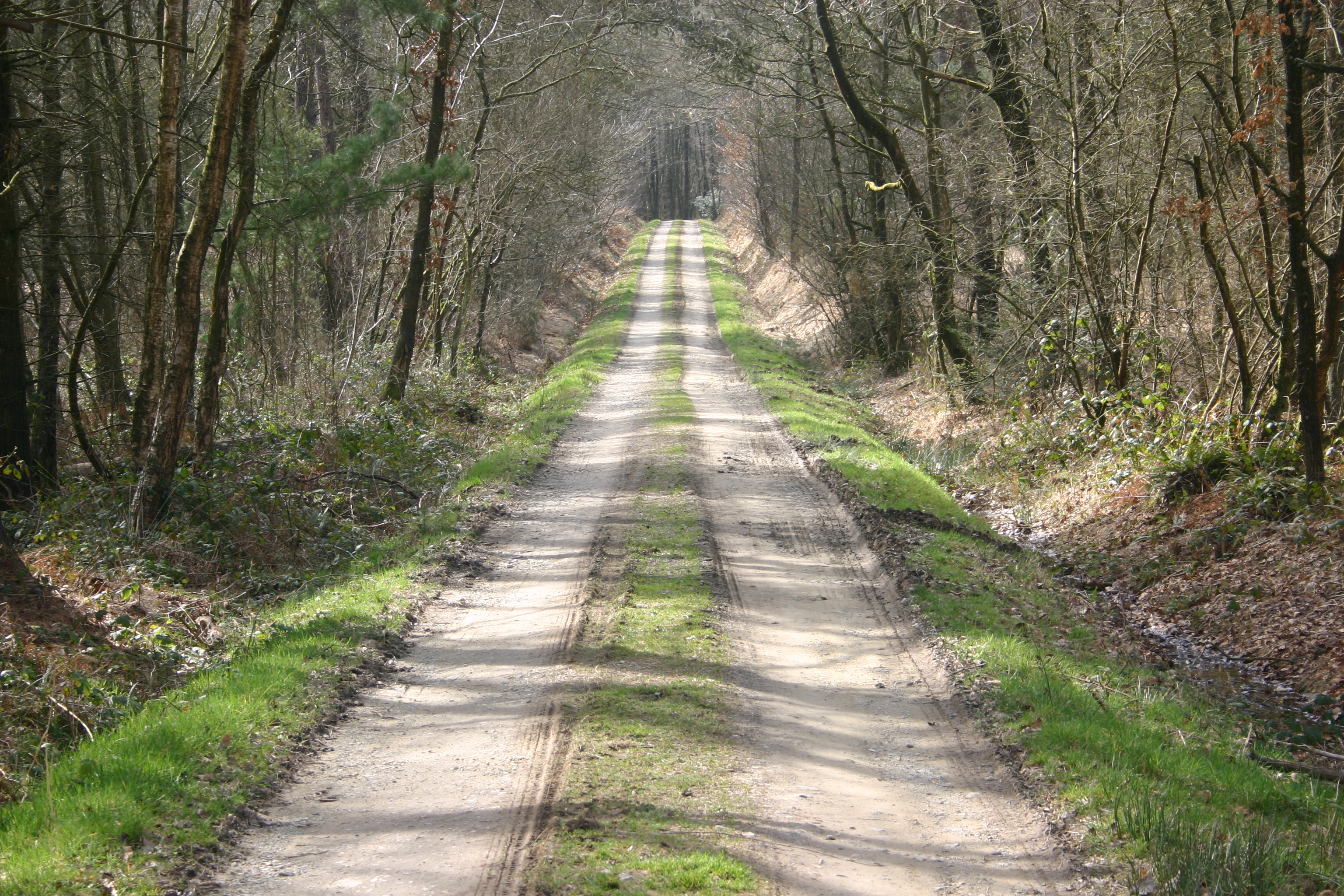
La forêt de Loudéac, dans laquelle est relatée une rencontre avec une Margot la fée.

Un fragment de légende collecté à Moncontour parle d'une femme, au Frêne, qui se désole de n'avoir pas de pain à donner à ses enfants. Elle demande la charité aux Margot la fée, l'une d'elles lui fait présent d'un chanteau qui ne diminue jamais. Mais un jour, la femme du Frêne oublie que la Margot la fée lui a défendu de partager son pain ; elle en donne à une commère du voisinage, et à partir de ce moment le pain diminue comme un pain ordinaire. À la fontaine du bois du Plessis, deux femmes vont puiser de l'eau, et rencontrent Margot la fée qui leur demande à boire. La première se montre très impolie, la seconde abreuve la fée. Quand elles sont rentrées toutes les deux et qu'elles vident leur hue, celle qui a mal parlé trouve la sienne remplie de vilaines bêtes. La hue de l'autre est pleine de pièces d'or. La fée de la grotte Margot aurait offert de l'or à ceux qui lui donnent une poule noire.
Plusieurs fragments d'histoires parlent aussi des grandes richesses de ces fées, et de la façon  dont elles punissent les hommes trop avides. Un homme nommé Jean Rénier est allé chercher du bois dans la forêt de Loudéac. Arrivé aux Courtieux (courtils) Margot, des creux profonds, il voit des fées qui étendent de beaux linceux blancs remplis d'argent au soleil. Jean Renier s'approche des Margot, qui lui demandent s'il veut de l'argent. Il répond « oui », ce sur quoi les fées lui demandent de choisir entre en avoir plein son chapeau ou plein son demé (boisseau contenant de vingt-cinq à trente kilogrammes). Il choisit son demé, mais puisqu'il ne le porte pas sur lui, les fées l'invitent à aller le chercher. Quand il revient avec son demé, les fées et les linceux remplis d'argent ont disparu. Une autre histoire très similaire raconte qu'une fée lave son linge avec près d'elle un linceul (drap de lit) couvert d'argent. Un homme passe et elle lui demande s'il veut sa charge d'argent ou la charge d'un cheval. Il répond qu'il aime mieux la charge d'un cheval ; mais pendant qu'il part le chercher, la fée disparaît.

### Méfaits des Margots
Il y a près du Gouray une femme qui tous les soirs met son souper à chauffer dans le foyer ; mais pendant qu'elle est occupée à filer, les fées descendent par la cheminée et mangent son souper. Elle s'en plaint à son mari, qui est journalier et ne rentre que pour se coucher. II lui dit de le laisser un soir tout seul à la maison. Il s'habille en femme et prend une quenouille comme une fileuse ; mais il ne file pas. Quand les fées 
arrivent, elles s'arrêtent surprises et disent que ce n'est pas la femme des autres soirs. L'homme ne répond rien ; il prend une trique et frappe les fées qui, depuis ce jour, ne sont jamais revenues.
Un soir, une Margot la fée lave auprès de l'hôté (la maison) des fées du Gouray. Une femme lui propose de l'aider à tordre son linge. La fée accepte, mais lui tord tant les bras qu'elle la laisse presque morte. Si la femme n'avait rien dit à la fée, la fée ne lui aurait rien fait.

### Métamorphoses
Plusieurs contes évoquent des métamorphoses périodiques de ces fées en serpents. Une Margot la fée, dont la fille est à un certain jour de l'année métamorphosée en couleuvre, prie un paysan d'aller sur la route et de couvrir avec un bassin la couleuvre qu'il trouvera à l'endroit désigné ; il y va et reste assis sur le bassin jusqu'au soir ; alors il le lève, et au lieu d'une couleuvre, il voit une belle jeune fille qui le récompense magnifiquement. Pierre Dubois évoque ce conte en disant que les Margot adolescentes sont forcées à rester un jour de l'année sous cette forme. Selon Roger Sherman Loomis, ce conte constitue la preuve la plus évidente d'une parenté entre la fée Morgane et les Margot la fée, puisqu'une chanson italienne du XIVe siècle fait intervenir Gauvain dans un combat contre un serpent qui se transforme en jeune fille, et dit être la fille de la Fata Morgana.
Un autre conte cité par Pierre Dubois parle de deux faucheurs en train de déjeuner, quand une couleuvre passe à proximité. Le premier dit qu'il la tuera si elle passe près de lui, le second trouverait dommage de faire du mal à un reptile innocent. Le soir venu, le second faucheur rencontre une Margot la fée qui lui remet deux ceintures, une pour lui et une pour son compagnon, en lui recommandant de ne surtout pas se tromper. Il ouvre sa ceinture et découvre qu'elle est pleine d'or. Ne trouvant pas l'autre faucheur, il attache la ceinture qui lui est destinée à un arbre, qui se flétrit à l'instant.
Il arrive aussi aux Margot de métamorphoser ceux qui leur manquent de respect pour les punir. Au Gouray, un homme se serait rendu à l'« église » des Margot peu avant minuit pour les insulter, en les assimilant à des femmes de mauvaise vie. La fée qui dit la messe le change en cochon.

### Rapports avec les animaux
Enfin, des contes s'attachent aux interactions entre ces fées et les animaux, que ce soient les leurs ou ceux des humains. Les fées du Cas Margot, près de Moncontour, gardent leurs vaches sur la lande de la Chapelle avec les pâtours. Ils n'ont rien le droit de leur dire. Selon un conte, les Margot la fée ont un pâtour pour garder leurs propres bœufs. Un jour qu'ils sont « passés en dommage » (passés en causant des dégâts), le maître du champ veut les frapper ; mais aussitôt son propre bétail meurt. Les fées des Courtieux Margot ont des bœufs qui ne peuvent travailler ni avant le lever du soleil, ni après son coucher. Un homme les leur emprunte pour faire ses labours. Il veut continuer à les faire travailler après le coucher du soleil, mais les bœufs meurent.
À Saint-Aaron, dans le nord de Lamballe, une grotte aux Fées héberge une Margot et ses deux enfants. Elle s'occupe des animaux d'une ferme voisine, ses enfants soignent les vaches et changent leur paille. La fermière voit un jour l'un de ses porcs, bien gras alors qu'il ne s'alimente pas, dévorer une timbale. Il se réfugie dans la grotte des fées quand elle essaie de l'attraper. La fermière trouve un soir les enfants de la fée vêtus de hardes près du feu. Elle leur dépose de meilleurs vêtements sur une bûche le lendemain, mais ils disparaissent et ne reviennent jamais,.

## Localisation, toponymes et croyances
En Bretagne, les Margot la fée sont surtout présentes dans les Côtes-d'Armor, à travers de nombreux contes et toponymes. Paul Sébillot a collecté presque tout ce qui s'y rapporte sur les communes de Le Gouray, Saint-Glen, et Penguily. Une forte croyance fait de certains mégalithes, rochers et cavernes les demeures des fées Margot. À Pordic, un dolmen se nomme Table-Margot. Il existe aussi le Fuseau-de-Margot à Plédran, le Sabot-de-Margot à Ploufragan, la Chambre-de-la-Fée-Margot à Quessoy (une allée couverte), la roche Margot près de Pontivy. La Roche-Margot de Plaintel, près du village de « Sur-le-Moulin », est un énorme bloc de granit. Sur le bord du Lié, à trois kilomètres au nord-ouest de Plémet, un amas de rochers passe pour être les demeures de la fée Margot. L'un d'eux imite la forme d'un fauteuil grossièrement taillé. C'est le siège de la fée. Une « chaise à Margot » est connue sur la Lande du Gras à Meslin : elle reste visible de nos jours,. À la Poterie, près de Lamballe, la crainte des Margot la fée poussait les gens à éviter de passer près de leurs pierres. Une allée couverte désormais ruinée aurait hébergé ces fées qui venaient étaler leurs pièces d'or au soleil. On assure que les pierres de la Brousse, à Saint-Cast-le-Guildo, étaient les hôtés (maisons) des Margot la fée. Une pierre taillée comme un berceau aurait servi à bercer leurs enfants. À Moncontour, la houle dite « Cas Margot » située au bord de la rivière est habitée elle aussi par ces fées.

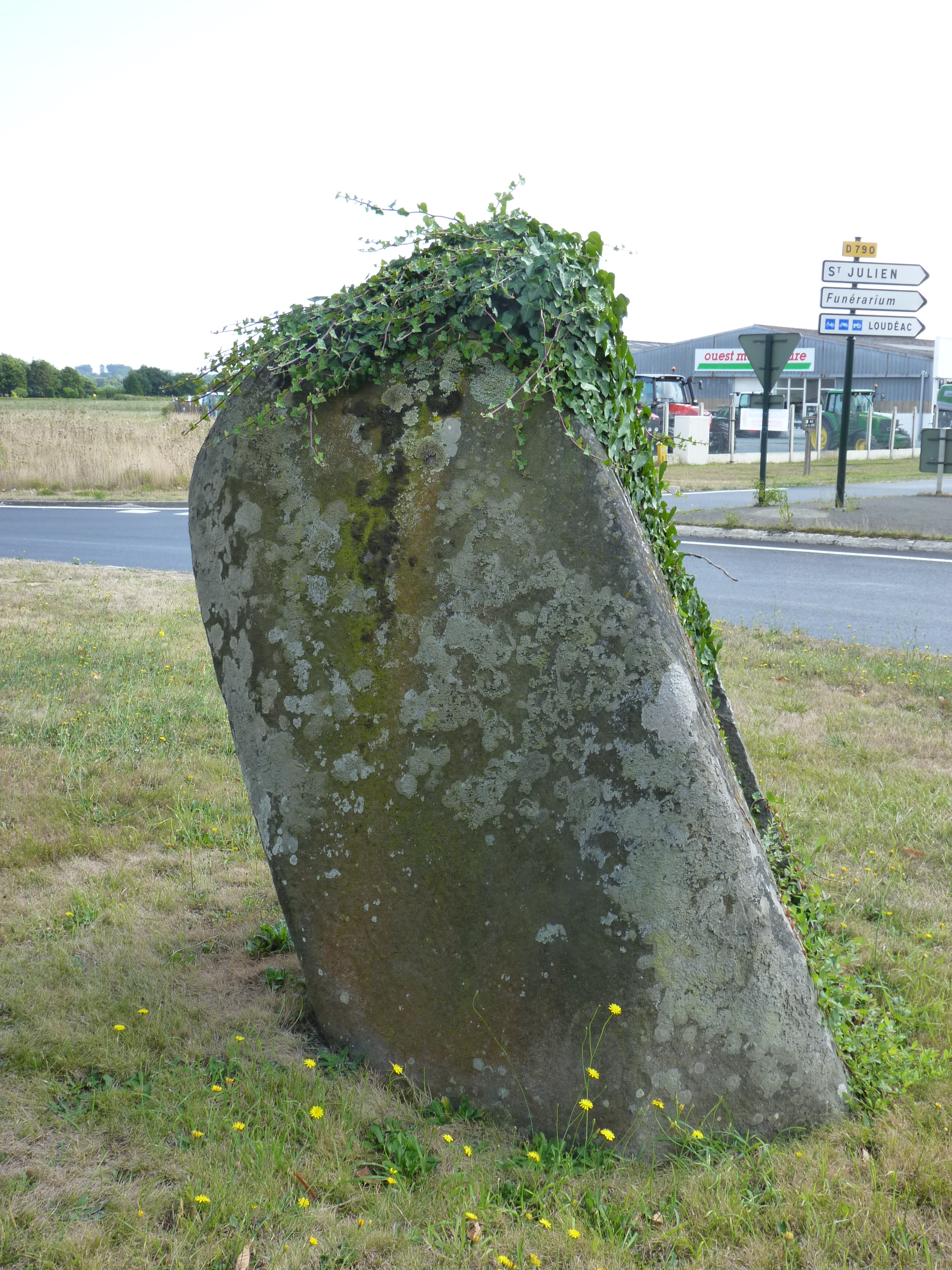
Le Sabot de Margot à Ploufragan
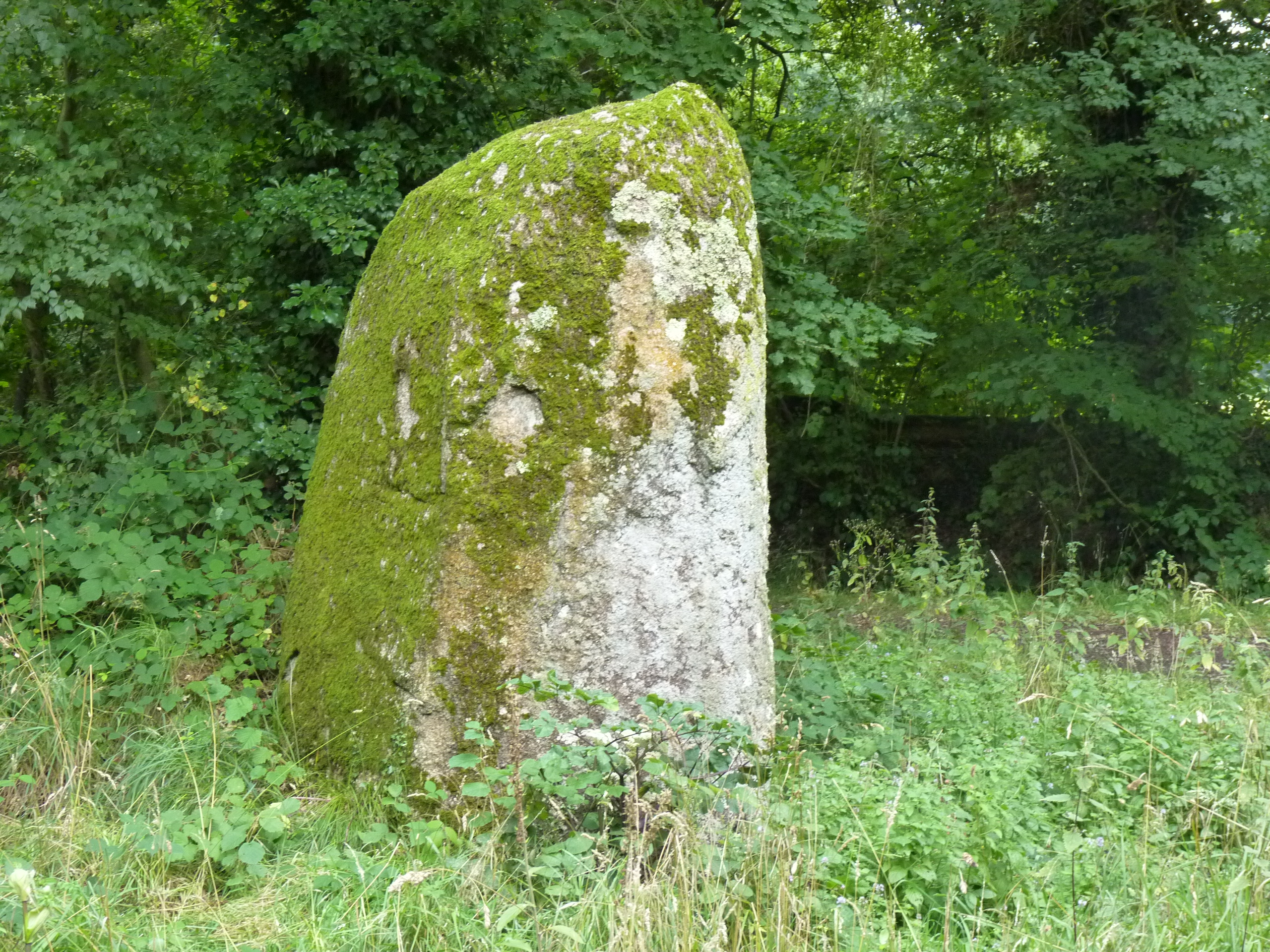
Le fuseau de Margot à Plédran

Bien que la grande majorité de ces mégalithes reprenant le nom de Margot soit localisée dans les Côtes-d'Armor, il en existe ailleurs. Une pierre haute de 2,30 m sur la commune de Pisy (Yonne) s'appelle Margot du bois ou « la roche des fées ». À Montrond dans le Jura, la grotte de la Margot est réputée être habitée par une sorcière. Un lieu-dit Margot-la-fée existe à Avize dans la Marne. Par contre, les Roches Margot près de l'église de Senones (Vosges) sont liées à une légende de sorcier portant ce nom.

### Les Margot la fée au Gouray
Le site du mont Croquelien, une lande sauvage et rocailleuse sur la commune du Gouray, est bien connu pour héberger certaines de ces fées,. Des blocs y sont appelés « Rochers de Margot la fée », notamment un bloc en granit placé sur une hauteur et surmonté d'un autre bloc plus petit. Un groupe de rochers naturels dans le petit bois du Limbé a une cavité en forme de grotte allongée. Il est appelé par les anciens « L'Hôté (la maison) des Margot la fée ». Ces gros rochers sont séparés de 5 à 6 mètres et hauts d'environ 1,50 m, formant une sorte de maison. Sébillot se fait raconter que jadis les Margot la fée y habitaient. La croyance reste assez forte dans les années 1880 pour que les habitants refusent d'y passer après le coucher du soleil. Une empreinte longue de 50 cm sur le rocher figure le pied des Margot, les clous de leurs sabots et leur her (berceau). Il y a deux endroits où elles auraient fait du feu, et de grosses pierres sur lesquelles elles se seraient assises pour se chauffer. Un autre rocher est leur lit ; un plus petit leur oreiller. Un peu plus loin, séparé du bois par un ruisseau, une pierre plate serait la tombe de la reine de ces fées. Il y a également le parapluie et l'auge à bœufs des Margot.

### Grotte Margot de Thorigné-en-Charnie

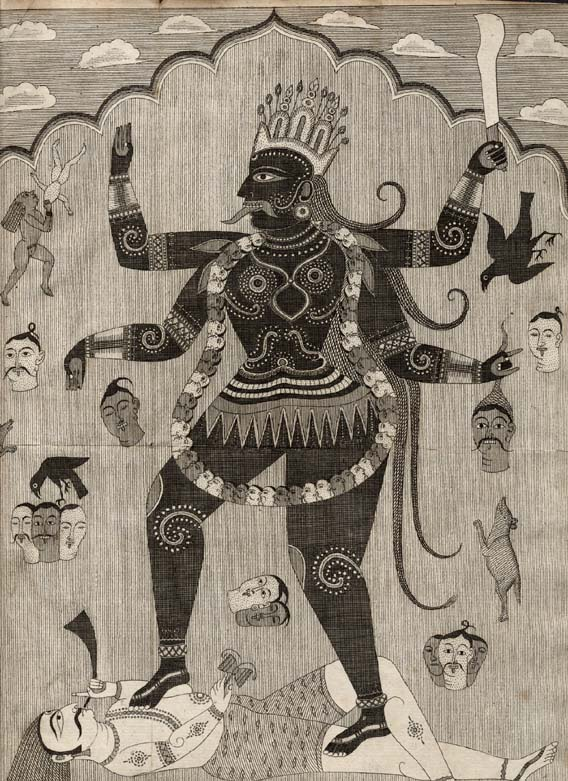
La culte de la fée Margot rendu en Mayenne présente certaines similitudes avec celui de la déesse hindoue Kali.

À Thorigné-en-Charnie, en Mayenne, une cavité très visitée est connue sous le nom de grotte Margot. Elle aurait hébergé une fée souveraine. Sa légende locale est mentionnée pour la première
fois en 1701, mais elle est certainement beaucoup plus ancienne,. La fée ou sorcière Margot, qui vivait dans la grotte, aurait pactisé avec le diable. Il lui interdit d'entrer dans sa grotte pendant une semaine, lui promettant un trésor à son retour. Trop avide, la fée regagne sa demeure précocement et disparaît pour toujours,. Une étude met cette légende mayennaise en relation avec les Margot bretonnes. Un culte est rendu à cette fée dans toute la vallée locale jusqu'au milieu du XIXe siècle, à travers le sacrifice d'animaux noirs. Aux XVIIe et XVIIIe siècles, de nombreuses personnes lui apportent en offrande des chèvres, moutons et poules noires, pendant qu'un devin y dispense ses oracles. Ce sacrifice est réputé apporter la fortune, quelques sources attestent que des personnes ont réellement trouvé de l'argent après une offrande à la fée Margot.
Il semble que le culte de cette fée ait été en étroite relation avec celui du saint local Cénéré de Saulges, évangélisateur du Maine qui, d'après une légende rapportée par Albert Grosse Dupéron, aurait en quelque sorte « bonifié » Margot, ancienne déesse, dont le culte fut par la suite diabolisé et ramené au rang de « superstition du peuple grossier et stupide » par les prêtres catholiques et la classe supérieure éduquée. Ce culte présente certaines ressemblances avec des pratiques de vénération au Maroc (offrande de chèvres ou de poules noires à Aïcha / Marjana = Morgane) et en Inde (offrande de chèvres ou de poules noires à la déesse Kali), qui représentent toutes deux la face sombre d'une entité par ailleurs bienveillante. Margot la fée, puissance des intérieurs de la Terre, représente très probablement un aspect féminin complémentaire à celui du phallique et solaire Cénéré de Saulges. La proximité des fêtes de sainte Marguerite (20 juillet) et de saint Céneré (21 juillet) invite à une enquête plus approfondie sur leur complémentarité.

### Trésors des Margot
La tradition veut que les trésors des Margot la fée soient cachés sous des rochers, des mégalithes et des édifices religieux. À Pordic, trois barriques d'or seraient enfouies sous le dolmen de la Table-Margot. Dans les années 1840, une chronique raconte que sur le conseil d'une bohémienne, les habitants tentent de soulever la pierre sous laquelle ils imaginent ce trésor caché. Mais les prescriptions de l'Égyptienne n'ont pas été exactement suivies, la pierre retombe chaque fois, ce qui les oblige à renoncer à l'entreprise. De même, trois rochers du mont Croquelien protégeraient la fortune des fées, mais tout pillard serait statufié. Quant au trésor qui reposerait sous la collégiale Notre-Dame de Lamballe, une procession aurait tenté de s'en emparer quand une nuée d'insectes provoqua l'extinction des cierges et la panique des religieux, qui en auraient condamné l'accès depuis. Le puits des Margot à Saint-Cast-le-Guildo est couvert d'une dalle qui sonne le creux quand on frappe dessus, il est censé abriter un trésor.